# بوليساييفو
بوليساييفو (بالروسية: Полысаево) هي إحدى مدن روسيا في مقاطعة كيمروفسكايا.